# أليخاندرا كويريدا
أليخاندرا كويريدا فلوريس (من مواليد 24 يوليو 1992 في أليكانتي) هي لاعبة جمباز إيقاعية إسبانية سابقة، شاركت في الألعاب الأولمبية الصيفية 2012 والألعاب الأولمبية الصيفية 2016. شاركت أيضًا في بطولات العالم ، بما في ذلك في بطولة العالم للجمباز الإيقاعي 2015 حيث فازت بالميدالية البرونزية في حدث المجموعة الشاملة.
تنافست أيضًا في الألعاب الأولمبية الصيفية 2016 في ريو دي جانيرو ، البرازيل حيث كانت عضوًا في المجموعة الإسبانية (جنبًا إلى جنب مع إيلينا لوبيز ، أرتيمي جافيزو ، ساندرا أغيلار ، لورد موهيدانو) التي فازت بالميدالية الفضية في المجموعة شاملة.

## روابط خارجية
- أليخاندرا كويريدا في الاتحاد الدولي للجمباز

- أليخاندرا كويريدا في اللجنة الأولمبية الدولية
- أليخاندرا كويريدا  على موقع SportsReference  - سبورتس رفرنس